# Сын утренней звезды
«Сын утренней звезды» (англ. Son Of The Morning Star) — американский вестерн.

## Сюжет
Фильм снят по одноимённому роману Эвана С. Коннелла и повествует о жизни и военной карьере генерала Джорджа Армстронга Кастера, прославившегося военными кампаниями против североамериканских индейцев.
Вожди индейского племени лакота, Сидящий Бык и Бешеный Конь, отчаянно пытаются сохранить свой народ от уничтожения. Битва при Литл-Бигхорне станет решающей в борьбе давних противников.

## В ролях
- Гэри Коул — Джордж Армстронг Кастер
- Розанна Аркетт — Элизабет «Либби» Кастер
- Терри О’Куинн — генерал Альфред Терри
- Дэвид Стрэтэйрн — капитан Фредерик Бентин
- Стэнли Андерсон — Улисс Симпсон Грант
- Дин Стоквелл — генерал Филип Шеридан
- Родни Арнольд Грант — Бешеный Конь
- Флойд Вестерман — Сидящий Бык

## Награды и номинации
Полный перечень наград и номинаций — на сайте IMDB.
| Год  | Премия | Категория             | Имя                                                         | Результат |
| ---- | ------ | --------------------- | ----------------------------------------------------------- | --------- |
| 1991 | Эмми   | Лучшие причёски       | Марша Льюис, Дженнифер Белл, Кейси Кэмп-Хоринек, Бет Миллер | Номинация |
| 1991 | Эмми   | Лучшие костюмы        | Майкл Т. Бойд, Кэти Смит, Бад Кларк                         | Победа    |
| 1991 | Эмми   | Лучший грим           | Джо МакКинни, Хэнк Эддс, Пол Санчес, Т. С. Уильямс          | Победа    |
| 1991 | Эмми   | Лучшее сведение звука | Нелсон Столл, Томас Хат, Сэм Блэк, Энтони Константини       | Победа    |
| 1991 | Эмми   | Лучший монтаж звука   | Майкл Грэм, Джозеф Мелоди, Ричард Стил, Марк Стил и другие  | Победа    |